# Чжан Цян
Чжан Цян (кит. упр. 张强, пиньинь Zhāng Qiáng; род. 4 мая 1979, Хэйлунцзян) — китайский кёрлингист на колясках.
В составе сборной Китая третий на зимних Паралимпийских играх 2014, запасной на зимних Паралимпийских играх 2018
Чемпион зимних Паралимпийских игр 2018, двукратный чемпион мира.

## Достижения
- Зимние Паралимпийские игры: золото (2018).
- Чемпионат мира по кёрлингу на колясках: золото (2019, 2025), серебро (2015), бронза (2012, 2013, 2024).

## Команды
| Сезон   | Четвёртый  | Третий        | Второй      | Первый      | Запасной                                   | Турниры                                    |
| ------- | ---------- | ------------- | ----------- | ----------- | ------------------------------------------ | ------------------------------------------ |
| 2007—08 | Liu Chunyu | Чжан Цян      | Лю Вэй      | Xu Guangqin | Liu Yang                                   | ЧМК 2008 (квал. 2007) (9 место)            |
| 2010—11 | Ван Хайтао | Лю Вэй        | Xu Guangqin | Хе Чжун     | Чжан Цян тренер: Ли Хунчэнь                | ЧМК 2011 (квал. 2010) · ЧМК 2011 (5 место) |
| 2011—12 | Ван Хайтао | Лю Вэй        | Хе Чжун     | Xu Guangqin | Чжан Цян тренер: Ли Цзяньжуй               | ЧМК 2012                                   |
| 2012—13 | Ван Хайтао | Лю Вэй        | Xu Guangqin | Хе Чжун     | Чжан Цян тренер: Ли Цзяньжуй               | ЧМК 2013                                   |
| 2013—14 | Ван Хайтао | Чжан Цян      | Лю Вэй      | Сюй Цингуан | Хе Чжун тренер: Ли Цзяньжуй                | ЗПИ 2014 (4 место)                         |
| 2014—15 | Ван Хайтао | Чжан Цян      | Лю Вэй      | Xu Guangqin | Хе Чжун тренер: Ли Цзяньжуй                | ЧМК 2015                                   |
| 2017—18 | Ван Хайтао | Чэнь Цзяньсин | Лю Вэй      | Ван Мэн     | Чжан Цян тренер: Юэ Циншуан                | ЗПИ 2018                                   |
| 2019—19 | Ван Хайтао | Чжан Минлян   | Xu Xinchen  | Янь Чжуо    | Чжан Цян тренер: Ли Цзяньжуй               | ЧМК 2019                                   |
| 2023—24 | Ван Хайтао | Zhang Shuaiyu | Чжан Цян    | Янь Чжуо    | Peng Bing тренеры: Li Jianrui, Yang Hongbo | ЧМК 2024                                   |
| 2024—25 | Ван Хайтао | Чэнь Цзяньсин | Чжан Минлян | Ли Нана     | Чжан Цян тренеры: Li Jianrui, Юэ Циншуан   | ЧМК 2025                                   |

(скипы выделены полужирным шрифтом)